# Petén (departament)
Petén – jeden z 22 departamentów Gwatemali, położony na północy kraju. Jest największym departamentem w Gwatemali, zajmując około 1/3 powierzchni kraju. Stolicą departamentu jest miasto Flores. W skład departamentu wchodzi 12 gmin (municipios). Departament graniczy na północy i na zachodzie granicą państwową z Meksykiem, na wschodzie granicą państwową z Belize, na południu z departamentami Izabal i Alta Verapaz.
Najważniejszymi miastami w departamencie oprócz stołecznego są San Benito, Sayaxché, San Andrés i La Libertad. Departament ma charakter nizinny o średnim wyniesieniu nad poziom morza 127 m i ciepłym, tropikalnym klimacie.

## Podział departamentu
W skład departamentu wchodzi 13 gmin (municipios).
1. Flores
2. Dolores
3. La Libertad
4. Las Cruces
5. Melchor de Mencos
6. Poptún
7. San Andrés
8. San Benito
9. San Francisco
10. San José
11. San Luis
12. Santa Ana
13. Sayaxché